# Viborg, Danmark
Viborg är en tätort och stad som utgör centralort i Viborgs kommun, residensstad i Region Mittjylland (tidigare i det något mindre Viborg amt) samt biskopssäte i Viborgs stift i Danmark. Staden ligger i Nørrejylland, mitt inne i landet och är delvis byggd på en sluttande höjd ner mot sjöarna Søndersø och Nørresø. Tätorten hade 40 621 invånare 2018. 

## Historia från tidig medeltid fram till nyare tid
Staden, vars ursprungliga namn var Viberg ("det heliga berget"), är en av de äldsta och i historiskt avseende märkligaste i landet. I forntiden var den troligen det förnämsta offerstället i Jylland och likaledes den viktigaste tingsplatsen. Under hela medeltiden valdes konungarna där, först för Jylland, men sedan för hela riket (till 1340), och där hyllades också konungarna ända till år 1655.
Viborg var skådeplatsen för de viktigaste händelserna under inbördeskriget 1147-1157, och till stadens historia hör Erik Klippings kröning i domkyrkan 1259 och dråpet på honom 27 år senare i byn Finderup i närheten, Kristofer II:s handfästning 1320 och uppbrännandet av Kristian II:s humana reformlagar såsom "skadliga och stridande mot goda seder" 1523.
Adeln i Nørrejylland höll sina årsmöten i Viborg ända till envåldstiden, och landstinget samlades där till år 1805, då det ersattes av landsoverretten. Det bekanta "snapstinget" (Sessiones novi anni primæ, det vill säga de första sammanträdena på nyåret), vid vilket stora omsättningar av penningar ägde rum för hela Nørrejylland, upphörde i början av 1800-talet.
Ett av Danmarks helgon, S:t Kjeld (död 1150), var domprost i Viborg. Biskop där var också den lärde Gunner (död 1251), författare till Valdemar Sejrs jylländska lag. Viborg blev även en av härdarna för reformationen genom Hans Tausens predikoverksamhet (1525-29).
Viborg, som före 1660 var Jyllands största stad, hade 1769 blott 2 000 invånare, av vilka en sjundedel levde i armod. 1836-48 var staden mötesplats för Nørrejyllands provinsialständer.
Brev och aktstycken som hör till Viborg stads och stifts historia för tiden 1200-1559 har getts ut av Karl Arnold Leopold Heise under titeln Diplomatarium vibergense (1879).
Efter den tyska ockupationen av Danmark under Andra världskriget och den 1946-50 påföljande rättsprocessen, blev Viborg tillsammans med Köpenhamn avrättningsplatser. I Viborg avrättades 1946-49 14 dömda landsförrädare.

## Kyrklig historia och sevärdheter

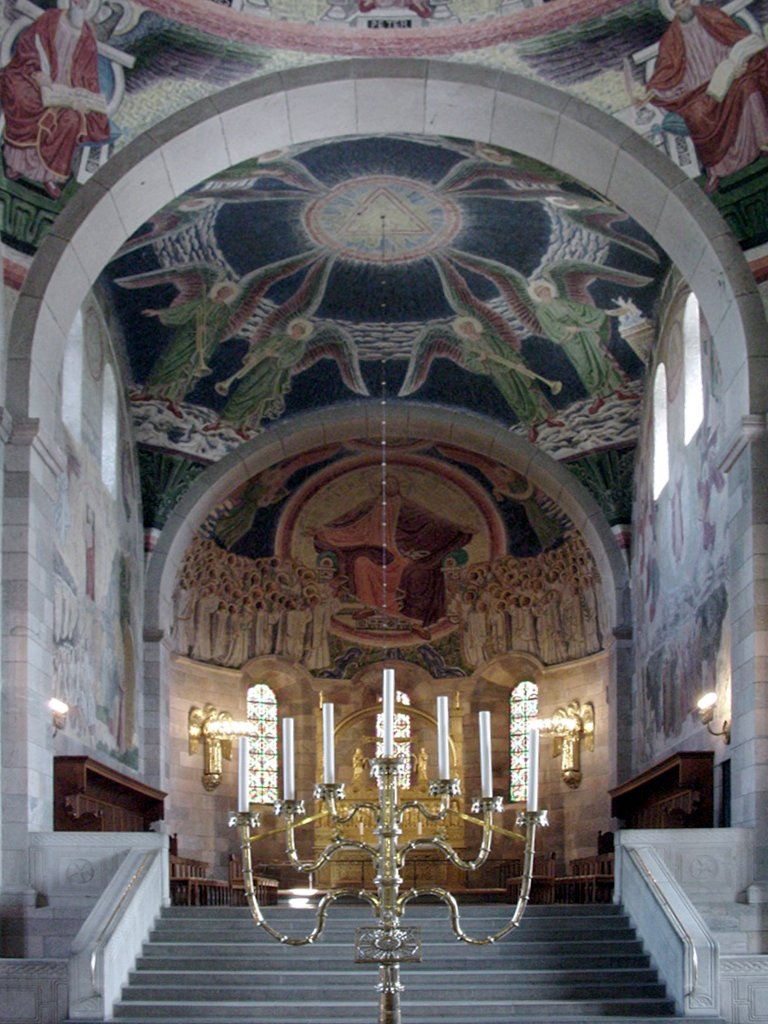
Koret i Viborgs domkyrka.

Den förnämsta byggnaden i Viborg är domkyrkan (Viborgs domkyrka), benämnd Vor Frue Kirke. Den uppfördes under 1000-talet och ombyggdes under det följande århundradet samt blev därefter flera gånger tillbyggd med kapell.
Illa åtgången genom eldsvådor 1567 och 1726, blev den föga omsorgsfullt restaurerad och såg tämligen förfallen ut, varför dess fullständiga återställande i den ursprungliga romanska basilikestilen beslöts 1862. Arbetet utfördes 1864-76, och nu är domkyrkan en av de vackraste i Danmark.  Domkyrkan är rikligt utsmyckad med scener ur Bibeln, av konstnären Joakim Skovgaard.
Det ger ett utseendemässigt samband med Lunds domkyrka, med liknande arkitektur och sandsten samt Skovgaards mosaik i koret.
Även stadens andra kyrka, ursprungligen svartbrödernas, är av intresse och har en präktig altartavla i förgyllt skulpturarbete från tiden omkring 1500.
Under medeltiden hade Viborg tolv församlingskyrkor och sex kloster.
Viborg har ett minnesmärke av reformatorn Hans Tausen, rest 1836, och ett av skalden Steen Steensen Blicher, sedan 1866.